# Velux 5 Oceans
La Velux 5 Oceans Race, auparavant appelée BOC Challenge puis Around Alone, est une course autour du monde à la voile en solitaire par étapes, réservée aux monocoques, et qui s'est déroulé tous les quatre ans de 1982 à 2011.

## Historique de la course
Les premiers tours du monde à la voile furent effectués par des navigateurs isolés qui relevaient un défi personnel. Le premier fut l'Américain Joshua Slocum qui boucla son périple en 1898 après trois ans de navigation. L'exploit ne fut reproduit qu'en 1921 par Harry Pidgeon (en), puis en 1926 par le Français Alain Gerbault.
C'est avec Francis Chichester, qui se lança sur les flots dans l'intention de réaliser un record, que le défi prit une dimension médiatique. À bord de Gipsy Moth IV, l'Anglais mit 274 jours, avec une seule escale en Australie, avant de revenir triomphalement à Plymouth en 1967. Le défi était lancé, restait à organiser l'épreuve, cette fois-ci sans escale. C'est ce que proposa le Golden Globe en 1968. Mais l'épreuve n'eut pas de seconde édition.
Ce ne fut qu'en 1982 que le vainqueur du Golden Globe Challenge, Robin Knox-Johnston, aidé du groupe BOC (British Oxygen Company) comme sponsor, organisa une course baptisée BOC Challenge. Elle partait de Newport et y revenait après trois escales au Cap, Sydney et Rio de Janeiro.
La course s'est déroulée régulièrement tous les quatre ans de 1982 à 2011. C'est la plus longue des courses autour du monde avec près de 29 000 milles en solitaire et 120 jours de mer. En 1998, changeant d'organisateur, elle est rebaptisée Around Alone et s'ajoute une quatrième escale dans le port anglais de Torbay dans le comté de Devon.
Pour 2006, la course change encore de nom et devient la Velux 5 Oceans Race. Elle est partie de Bilbao le 22 octobre 2006 pour y revenir après seulement trois étapes via la côte Ouest australienne (Fremantle - 7 janvier 2007) et la Virginie (Norfolk - 15 avril 2007). Les étapes africaines et sud-américaines n'ont pas été présentes. Huit partants seulement pour cette édition : Bernard Stamm, Mike Golding, Alex Thomson, Graham Dalton (le frère de Grant Dalton), Sir Robin Knox-Johnston, Unai Basurko, Kōjirō Shiraishi, et Tim Troy.
En 2010, sa dernière édition, la course est partie de La Rochelle le 17 octobre pour faire escale au Cap, Wellington, Salvador et Charleston avant de revenir à son point de départ. Elle ne compte alors plus que cinq concurrents et aucun skippeur réputé. L'ex-BOC Challenge est victime de ses nouvelles règles pro-écologie et à budget limité qui obligent à utiliser des voiliers anciens (de 2003) ainsi que de la concurrence de nouvelles courses de plus courtes durée, notamment la Route du Rhum et le Vendée Globe, une autre course autour du monde en solitaire, mais sans escale.

## Palmarès de la course
Vainqueurs Classe I
- 1982-83 : Philippe Jeantot - France, en 159 jours
- 1986-87 : Philippe Jeantot - France, en 134 jours
- 1990-91 : Christophe Auguin - France, en 120 jours
- 1994-95 : Christophe Auguin - France, en 121 jours
- 1998-99 : Giovanni Soldini - Italie, en 116 jours et 20 heures
- 2002-03 : Bernard Stamm - Suisse, en 115 jours et 17 heures
- 2006-07 : Bernard Stamm - Suisse, en 103 jours et 23 heures
- 2010-11 : Brad Van Liew – États-Unis, en 118 jours, 10 heures et 17 minutes

Vainqueurs Classe II
- 1982-83 : Yukoh Tada - Japon, en 207 jours.
- 1986-87 : Mike Plant - États-Unis, en 157 jours
- 1990-91 : Yves Dupasquier - France, en 141 jours
- 1994-95 : David Adams - Australie, en 131 jours
- 1998-99 : Jean-Pierre Mouligné - France, en 132 jours et 4 heures.
- 2002-03 : Brad Van Liew - États-Unis, en 148 jours et 17 heures.

### BOC Challenge1982-83

Parcours du BOC Challenge 1982-1983.

Robin Knox-Johnston avec le concours de la société British Oxygene Compagnie organise sous les auspices de la Slocum Society la première course autour du monde en solitaire sur une distance d'environ 27 000 milles, en 4 étapes :
- Newport - Le Cap ;
- Le Cap - Sydney ;
- Sydney - Rio de Janeiro ;
- Rio de Janeiro - Newport.

Les voiliers monocoques sont divisés en 2 classes :
- classe 1 de 13,40 m à 17 m (40 à 50 pieds)
- classe 2 de 9,75 m à 13,40 m (30 à 40 pieds)

Le départ est donné le 28 août 1982 avec 17 concurrents : 8 en classe 1 et 9 en classe 2.
Classement général classe 1
| Pos. | Bateau                             | Skippeur          | Type/ LOA (ft) | Temps réel        |
| ---- | ---------------------------------- | ----------------- | -------------- | ----------------- |
| 1er  | Crédit agricole France             | Philippe Jeantot  | Monocoque      | 159 j 02 h 26 min |
| 2e   | Altech Voortrekker Afrique du Sud  | Bertie Reed       | Monocoque      | 170 j 16 h 51 min |
| 3e   | Perseverence of Médina Royaume-Uni | Richard Broadhead | Monocoque      | 192 j 10 h 06 min |
| 4e   | Leda Pier One Australie            | Neville Gosson    | Monocoque      | 213 j 02 h 37 min |

Abandons : 
- Gipsy Moth V, Desmond Hampton  Royaume-Uni
- Lady Pepperell, Tony Lush  États-Unis
- Spirit of Pentax, Paul Rogers  Royaume-Uni
- Gladiator, Dave White  États-Unis

Classement classe 2
| Pos. | Bateau                           | Skippeur          | Type/ LOA (ft) | Temps réel        |
| ---- | -------------------------------- | ----------------- | -------------- | ----------------- |
| 1er  | Koden Okera V Japon              | Yukoh Tada        | Monocoque      | 207 j 13 h 55 min |
| 2e   | Mooneshine États-Unis            | Francis Stokes    | Monocoque      | 209 j 01 h 32 min |
| 3e   | Nike III États-Unis              | Richard Konkolski | Monocoque      | 213 j             |
| 4e   | Ratso II France                  | Guy Bernardin     | Monocoque      | 221 j 11 h 50 min |
| 5e   | Fantasy États-Unis               | Dan Byrne         | Monocoque      | 228 j 09 h 58 min |
| 6e   | City of Dunedin Nouvelle-Zélande | Richard Mc Bride  | Monocoque      | 264 j 00 h 04 min |

Abandons :
- Skoiern, Jacques de Roux  France
- Datsun Skyline, Greg Coles  Nouvelle-Zélande
- Driftwood, Thomas Lindholm  États-Unis

### BOC Challenge1986-87

Parcours du BOC Challenge 1986-1987.

Le départ est donné le 30 août 1986 avec 23 concurrents : 9 en classe 1 et 14 en classe 2.
Classement général classe 1
| Pos. | Bateau                            | Skippeur          | Type/ LOA (ft) | Temps réel |
| ---- | --------------------------------- | ----------------- | -------------- | ---------- |
| 1er  | Crédit Agricole III France        | Philippe Jeantot  | Monocoque      | 134 j      |
| 2e   | Écureuil d'Aquitaine France       | Titouan Lamazou   | Monocoque      | 137 j      |
| 3e   | UAP Médecin sans frontière France | Jean-Yves Terlain | Monocoque      | 146 j      |
| 4e   | Biscuit Lu France                 | Guy Bernardin     | Monocoque      | 146 j      |
| 5e   | Tuna Marine Afrique du Sud        | John Martin       | Monocoque      | 147 j      |

Classement général classe 2
| Pos. | Bateau                       | Skippeur               | Type/ LOA (ft) | Temps réel |
| ---- | ---------------------------- | ---------------------- | -------------- | ---------- |
| 1er  | Airco Distributor États-Unis | Mike Plant             | Monocoque      | 157 j      |
| 2e   | Let's Go France              | Jean Luc Van Den Heede | Monocoque      | 161 j      |

### BOC Challenge1990-91

Parcours du BOC Challenge 1990-1991.

Le BOC, dont les favoris sont le double vainqueur Philippe Jeantot, le Sud-Africain John Martin ou le Français Alain Gautier, part le 15 septembre 1990 de Newport, sur la côte Est des États-Unis. Les escales sont Le Cap en Afrique-du-Sud, Sydney en Australie et Punta del Este en Uruguay.
Auguin remporte la première étape et termine deuxième des deuxième et troisième étapes. Dans la deuxième étape, il entre en collision à deux reprises avec des baleines, sans gravité. En revanche, dans la troisième étape entre Sydney et Punta del Este, Groupe Sceta heurte, cette fois-ci, un growler qui endommage sa coque et son skippeur manque d'être emporté par une vague, le blessant sérieusement. Longtemps aux prises avec Gautier pour la victoire finale, Christophe Auguin fait la différence en s'adjugeant la quatrième et dernière étape, notamment grâce à une nouvelle grand-voile et de meilleurs choix météo. En 120 jours, 22 heures, 36 minutes et 35 secondes, Christophe Auguin et Groupe Sceta établissent le nouveau record de l'épreuve.
Classement général classe 1
| Pos. | Bateau                          | Skippeur           | Type/ LOA (ft) | Temps réel |
| ---- | ------------------------------- | ------------------ | -------------- | ---------- |
| 1er  | Groupe Sceta France             | Christophe Auguin  | Monocoque      | 120 j 22 h |
| 2e   | Generali Concorde France        | Alain Gautier      | Monocoque      | 122 j 12 h |
| 3e   | Crédit Agricole IV France       | Philippe Jeantot   | Monocoque      | 129 j      |
| 4e   | Duracell États-Unis             | Mike Plant         | Monocoque      | 132 j      |
| 5e   | Jarkan Yacht Builders Australie | Kanga Birtles      | Monocoque      | 135 j      |
| 6e   | Inkeeper Australie              | Dave Adams         | Monocoque      | 136 j      |
| 7e   | Écureuil-Poitou-Charente France | Isabelle Autissier | Monocoque      | 139 j      |
| 8e   | Grinaker Afrique du Sud         | Bertie Reed        | Monocoque      | 140 j      |

Classement classe 2
| Pos. | Bateau            | Skippeur        | Type/ LOA (ft) | Temps réel |
| ---- | ----------------- | --------------- | -------------- | ---------- |
| 1er  | Servant IV France | Yves Dupasquier | Monocoque      | 141 j      |

### BOC Challenge1994-95

Parcours du BOC Challenge 1994-1995.

Toujours divisé en quatre étapes, le parcours change : Charleston (Caroline du Sud) — Le Cap — Sydney — Punta del Este — Charleston.
Deux classes de bateaux : Classe 1, de 50 à 60 pieds, et Classe 2, de 40 à 50 pieds.
Alors qu'il connaît encore peu son nouveau bateau Geodis, le tenant du titre Christophe Auguin décide prendre des vacances dans l'Idaho, à peine quelques jours avant le départ du BOC Challenge. Lors de la première étape, connaissant mal son voilier, Christophe Auguin se fait surprendre par les choix météo judicieux d'Isabelle Autissier et arrive troisième au Cap avec plus de six jours de retard sur la navigatrice française,. Privé d'électronique jusqu'au Cap, il a dû barrer plus de vingt heures par jour dans les dernières semaines. Dans la deuxième étape, il prend la pleine mesure de la puissance de son 60 pieds, battant le record de la distance parcourue en solitaire en 24 heures avec 349,7 puis 350,9 milles franchis entre le 13 et le 14 décembre. Malgré de fortes tempêtes qui le font chavirer à deux reprises, il rallie Sydney en vainqueur en moins de 25 jours, battant le record de l'étape de plus d'une journée. Dans la troisième étape, il perd son radar dans une zone où des icebergs ont été vus et met le cap plein nord, vers une route plus sûre, « si toutefois une route plus sûre existe ». Le 20 février 1995, Auguin double le premier le cap Horn, avec 360 milles d'avance sur Jean-Luc Van Den Heede. Il arrive à Punta del Este une semaine plus tard, battant le record de l'étape de trente-cinq heures.
Vainqueur de trois étapes sur quatre, il est accueilli triomphalement à Charleston le 27 avril 1995, après un tour du monde en 121 jours, 17 heures, 11 minutes et 46 secondes, marqué par la disparition en mer du Britannique Harry Mitchell lors de la troisième étape. Il devance son dauphin Steve Pettengill de près de sept jours.
| Skippeur                 | Voilier                     | Nationalité    | Temps            |
| ------------------------ | --------------------------- | -------------- | ---------------- |
| Classe 1 : 50 à 60 pieds |                             |                |                  |
| Christophe Auguin        | Sceta-Calberson             | France         | 121 j            |
| Steve Pettengill         | Hunters Child               | États-Unis     | 128 j            |
| Jean-Luc Van Den Heede   | Vendée Entreprises          | France         | 129 j            |
| David Scully             | Coyote                      | États-Unis     | 133 j            |
| Jean-Jacques Provoyeur   | Novell South Africa         | Afrique du Sud | 133 j            |
| Arnet Taylor             | Thursday's Child            | États-Unis     | 200 j            |
| Josh Hall                | Gartmore                    | Royaume-Uni    | Avarie, étape 1  |
| Mark Gatehouse           | QAB                         | Royaume-Uni    | Abandon, étape 1 |
| Isabelle Autissier       | Écureuil Poitou-Charentes 2 | France         | Avarie, étape 2  |
| Classe 2 : 40 à 50 pieds |                             |                |                  |
| Dave Adams               | True Blue                   | Australie      | 131 j            |
| Giovanni Soldini         | Kodak                       | Italie         | 134 j            |
| Niah Vaughan             | Jimroda II                  | Royaume-Uni    | 166 j            |
| Alan Nebauer             | Newcastle Australia         | Australie      | 181 j            |
| Robin Davie              | Cornwall                    | Royaume-Uni    | 197 j            |
| Minoru Saito             | Shuten Dohji II             | Japon          | 223 j            |
| Floyd Romak              | Cardac 88                   | États-Unis     | Abandon, étape 1 |
| Neal Petersen            | Protect our Sealife         | Afrique du Sud | Abandon, étape 2 |
| Simone Bianchetti        | Town of Cervia              | Italie         | Abandon, étape 2 |
| Nigel Rowe               | Skycatcher                  | Royaume-Uni    | Abandon, étape 3 |
| Harry Mitchell           | Double Cross                | Royaume-Uni    | Disparu          |

### Around Alone1998-99
Parcours :

Parcours d'Around Alone 1998-1999.

- Charleston (Caroline du Sud) — Le Cap — Auckland — Punta del Este — Charleston.
- Deux classes de bateaux : Classe 1, de 50 à 60 pieds, et Classe 2, de 40 à 50 pieds.

| Skippeur                    | Voilier             | Nationalité    | Temps                |
| --------------------------- | ------------------- | -------------- | -------------------- |
| Classe 1 : de 50 à 60 pieds |                     |                |                      |
| Giovanni Soldini            | Fila                | Italie         | 116 j                |
| Marc Thiercelin             | Somewhere           | France         | 130 j                |
| Josh Hall                   | Gartmore            | Royaume-Uni    | Disqualifié, étape 3 |
| Fyodor Konyukhov            | Modern U/Humanities | Russie         | Abandon, étape 2     |
| Mike Golding                | Group 4 Securitas   | Royaume-Uni    | Abandon, étape 2     |
| Isabelle Autissier          | PRB                 | France         | Abandon, étape 3     |
| Sebastian Reidl             | Project Amazon      | Canada         |                      |
| Classe 2 : de 40 à 50 pieds |                     |                |                      |
| Jean Pierre Mouligne        | Cray Valley         | France         | 132 j                |
| Michael Garside             | Magellan Alpha      | Royaume-Uni    | 138 j                |
| Brad van Liew               | Balance Bar         | États-Unis     | 150 j                |
| Viktor Yazykov              | Wind of Change      | Russie         | 168 j                |
| Neil Petersen               | www.nobarriers.com  | Afrique du Sud | 195 j                |
| Minoru Saito                | Shuten Dohji II     | Japon          | 203 j                |
| Neil Hunter                 | Paladin II          | Australie      | 216 j                |
| Robin Davie                 | South Carolina      | États-Unis     | Disqualifié, étape 2 |
| George Stricker             | Rapscallion III     | États-Unis     | Abandon, étape 2     |

### Around Alone2002

Parcours d'Around Alone 2002.

La course change à nouveau pour cette édition avec 5 étapes : Newport/New York — Brixham, Devon — Le Cap — Tauranga — Salvador — Newport.
Trois classes de bateaux : Classe 1, IMOCA Open 60, Classe 2, IMOCA Open 50, et Classe 3, IMOCA Open 40.
| Skippeur                 | Voilier                  | Nationalité      | Temps            |
| ------------------------ | ------------------------ | ---------------- | ---------------- |
| Classe 1 : IMOCA Open 60 |                          |                  |                  |
| Bernard Stamm            | Bobst Group Armor Lux    | Suisse           | 49 pts 115 j     |
| Thierry Dubois           | Solidaires               | France           | 45 pts 118 j     |
| Simone Bianchetti        | Tiscali Global Challenge | Italie           | 35 pts 159 j     |
| Emma Richards            | Pindar                   | Royaume-Uni      | 33 pts 131 j     |
| Bruce Schwab             | Ocean Planet             | États-Unis       | 30 pts 159 j     |
| Patrick de Radiguès      | Garnier                  | Belgique         | Abandon, étape 1 |
| Graham Dalton            | Hexagon HSBC             | Nouvelle-Zélande | Abandon, étape 3 |
| Classe 2 : IMOCA Open 50 |                          |                  |                  |
| Brad van Liew            | Tommy Hilfiger           | États-Unis       | 50 pts 148 j     |
| Tim Kent                 | Everest Horizontal       | États-Unis       | 44 pts 169 j     |
| John Dennis              | Bayer Ascensia           | Canada           | Abandon, étape 2 |
| Classe 3 : IMOCA Open 40 |                          |                  |                  |
| Derek Hatfield           | Spirit of Canada         | Canada           | 37 pts 245 j     |
| Kōjirō Shiraishi         | Spirit of Yukoh          | Japon            | 36 pts 180 j     |
| Alan Paris               | BTC Velocity             | Bermudes         | 30 pts 202 j     |

### Velux 5 Oceans2006-2007

Parcours de la Velux 5 Oceans 2006-2007.

L'édition 2006-2007 a couvert une distance de 30 140 milles nautiques (55 820 km). La course est partie de Bilbao (Espagne), en octobre 2006, pour y revenir, après seulement deux escales: Fremantle (Australie) et Norfolk (Virginie) (USA).
| Skippeur                | Voilier             | Nationalité      | Classe  | Temps            |
| ----------------------- | ------------------- | ---------------- | ------- | ---------------- |
| Bernard Stamm           | Cheminées Poujoulat | Suisse           | Open 60 | 103 jours        |
| Kōjirō Shiraishi        | Spirit of Yukoh III | Japon            | Open 60 | 118 jours        |
| Unai Basurko            | Pakea               | Espagne          | Open 60 | 158 jours        |
| Sir Robin Knox-Johnston | SAGA Insurance      | Royaume-Uni      | Open 60 | 159 jours        |
| Mike Golding            | Ecover 2            | Royaume-Uni      | Open 60 | Abandon, étape 1 |
| Alex Thomson            | Hugo Boss           | Royaume-Uni      | Open 60 | Abandon, étape 1 |
| Graham Dalton           | A Southern Man-AGD  | Nouvelle-Zélande | Open 50 | Termine étape 2  |

### Velux 5 Oceans2010-2011

Parcours de la Velux 5 Oceans 2010-2011.

Partie du port de La Rochelle le 17 octobre 2010, la course s'est disputée en 5 étapes :
- La Rochelle - Le Cap ;
- Le Cap - Wellington ;
- Wellington - Punta del Este ;
- Punta del Este - Charleston ;
- Charleston - La Rochelle.

Le vainqueur a rejoint l'arrivée le 27 mai 2011.
| Position | Skippeur             | Nationalité | Bateau                    | Étape 1 | Étape 2 | Étape 3 | Étape 4 | Étape 5 | Total |
| -------- | -------------------- | ----------- | ------------------------- | ------- | ------- | ------- | ------- | ------- | ----- |
| 1        | Brad Van Liew        | États-Unis  | Le Pingouin               | 15      | 15      | 15      | 13      | 15      | 73    |
| 2        | Zbigniew Gutkowski   | Pologne     | Operon Racing             | 12      | 11      | 12      | 8       | 10      | 53    |
| 3        | Derek Hatfield       | Canada      | Active House              | 10      | 11      | 9       | 13      | 8       | 51    |
| 4        | Chris Stanmore-Major | Royaume-Uni | Spartan                   | 8       | 8       | 9       | 11      | 12      | 48    |
| 5        | Christophe Bullens   | Belgique    | Five Oceans of Smiles Too | 7       | DNF     | -       | -       | -       | 7     |